# سنت مارتینز (میزوری)
سنت مارتینز (به انگلیسی: St. Martins) یک شهر در ایالات متحده آمریکا است که در شهرستان کول، میزوری واقع شده‌است. سنت مارتینز ۴٫۹۲ کیلومتر مربع مساحت و ۱٬۱۴۰ نفر جمعیت دارد و ۲۳۷ متر بالاتر از سطح دریا واقع شده‌است.